# 隱底潛魚
隱底潛魚為輻鰭魚綱鼬魚目鼬魚亞目隱魚科的其中一種，分布於東太平洋區，從加利福尼亞灣至厄瓜多海域，棲息深度64-75公尺，體長可達12.6公分，為底棲性魚類，棲息在大陸棚，屬肉食性，罕見。

## 擴展閱讀
維基物種上的相關：隱底潛魚